# Waidbesteck

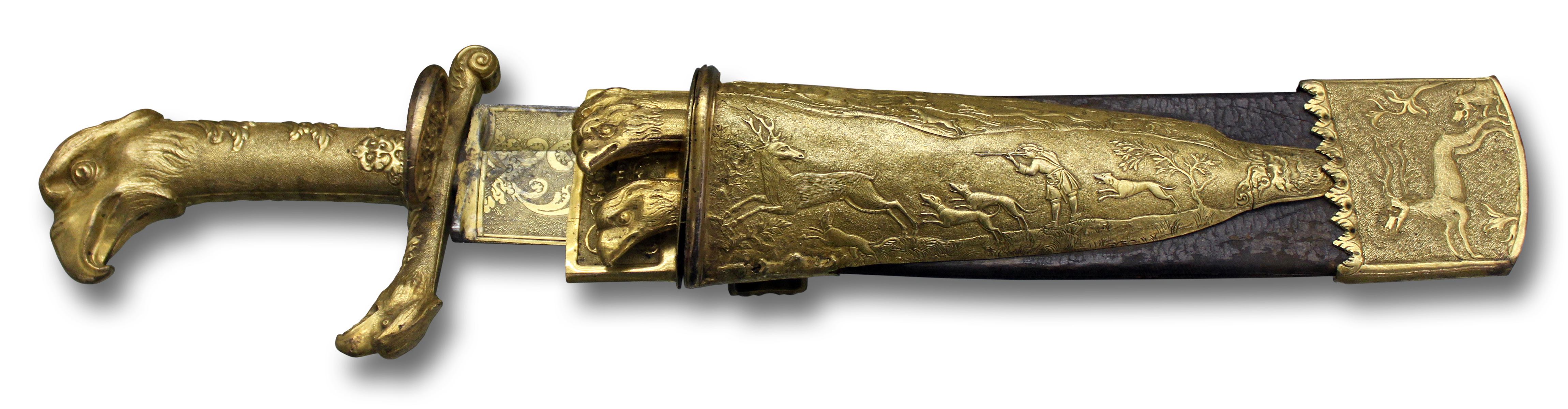
Waidbesteck, um 1700, Germanisches Nationalmuseum Nürnberg

Das Waidbesteck gehört zu den kalten Jagdwaffen und besteht aus zwei Messern, dem Waidblatt und dem Jagdnicker, die zusammen in einer Scheide geführt werden. 

## Form
Die Scheide enthält manchmal auch noch einen Steckplatz für einen kleinen Wetzstahl. Der Messerhersteller PUMA GmbH IP Solingen fertigt auch heute noch ein solches Waidbesteck in Handarbeit. Ein weiterer, wenig bekannter Typ ist das Waidbesteck von Friedrich Karl Lippert aus den 1930er-Jahren. Es wird ebenfalls heute noch in Lizenz in Solingen gefertigt. Die Griffe sind meistens aus Hirschhorn gearbeitet.

## Verwendung
Das Waidblatt wird als Standhauer oder aber zum Abfangen von wehrhaftem Wild verwendet. Vor allem dann, wenn das sichere Anbringen eines Fangschusses nicht möglich ist. Der Jagdnicker dient zum Aufbrechen des Wildes. Ab einer Klingenlänge von 12 cm fällt das Waidblatt neuerdings unter das Waffenrecht und darf in Deutschland daher nur bei der Jagdausübung geführt werden. Heute wird diese Waffe noch von Hundeführern verwendet, die Nachsuchen auf verletztes Wild durchführen müssen.